# Mnichovice (Benešovi járás)
Mnichovice település Csehországban, a Benešovi járásban. Mnichovice Javorník, Čechtice, Strojetice, Keblov, Kuňovice, Trhový Štěpánov és Borovnice településekkel határos. Lakosainak száma 228 fő (2024. január 1.).

## Népesség
A település lakosságának változását az alábbi diagram mutatja:
| Lakosok száma | 511  | 557  | 508  | 371  | 265  | 238  | 211  | 211  | 218  | 228  |
|               | 1869 | 1890 | 1921 | 1950 | 1980 | 2001 | 2017 | 2019 | 2022 | 2024 |